# 林寶珠
林寶珠，香港粵劇演員，林錦堂的姪女。

## 生平
林寶珠自小跟隨任大勳學習北派，王粵生學習唱腔。早年曾加入彩龍鳳劇團、頌新聲劇團、慶鳳鳴、鳳和鳴、錦添花、非凡晌、日月星、新群英、龍嘉鳳等劇團。她曾隨團遠赴新加坡、馬來西亞、美國、加拿大等地演出。參演的劇目有《西樓錯夢》、《還魂記》、《青蛇與白蛇》、《風雨泣萍姬》、《白兔會》、《雙仙拜月亭》、《紅樓夢》、《荊釵記》。